# St Michael (Hertfordshire)
St Michael – civil parish w Anglii, w Hertfordshire, w dystrykcie St Albans. W 2011 civil parish liczyła 477 mieszkańców.